# Brita Kvist
Brita Kvist Hansen (født 1964) er en dansk journalist og leder af Orienteringsredaktionen på P1. 
Hun er uddannet fra Danmarks Journalisthøjskole i Århus i 1988. Efter en periode på Gladsaxe Radio, 1988-1991 kom hun i 1991 til Danmarks Radio som nyhedsoplæser og udlandsmedarbejder på Radioavisen. 
Udover at være redaktionsleder for Orientering er hun også studievært på programmet. Hendes stofområde er Rusland. 